# Aegus notarii
Aegus notarii es una especie de coleóptero de la familia Lucanidae.

## Distribución geográfica
Habita en las islas menores de la Sonda y Célebes (Indonesia).

## Subespecies
- Aegus notarii notarii
- Aegus notarii gracilis